# 幽魂傳奇
《幽魂傳奇》是SeithCG開發並發行的動作角色扮演遊戲，2018年5月於Microsoft Windows平台發行。遊戲設定於只有動物生活的中世紀世界中，玩家扮演老鼠主角蒂落，探索世界並與其他角色交談，找回妻子梅拉。PlayStation 4與Xbox One版於2019年5月發行，任天堂Switch版預定於2020年發行。

## 外部連結
- 官方网站 （英文）